# 斬人斬馬剣

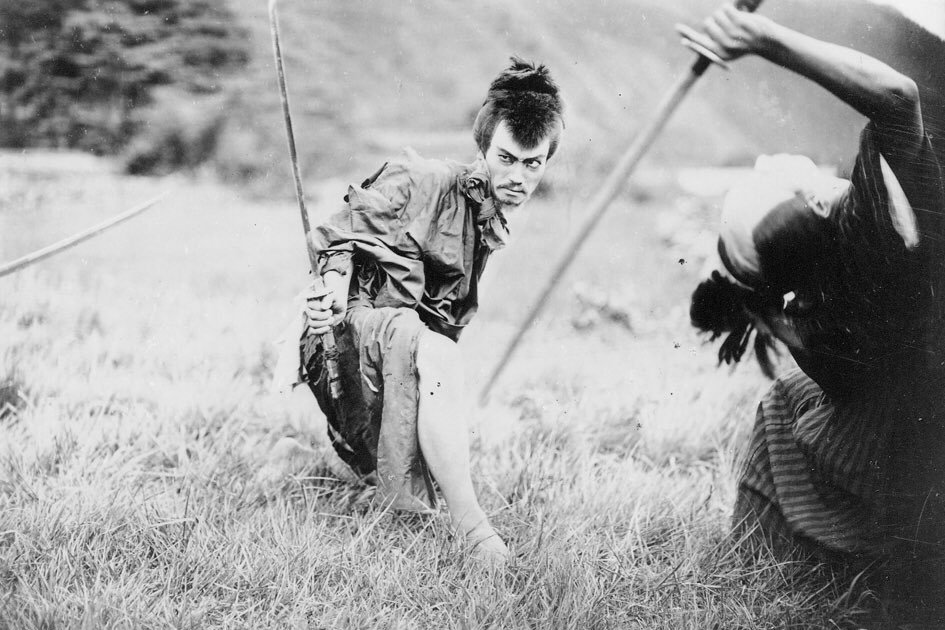
「斬人斬馬剣」スチール　十時来三郎（月形竜之介）

『斬人斬馬剣』（ざんじんざんばけん）は、1929年（昭和4年）製作・公開、伊藤大輔監督による日本の長篇劇映画である。サイレント映画、剣戟映画である。

## 概要
中国地方の小藩を舞台に、悪政に苦しむ百姓たちを救うために立ちあがった浪人の姿を描いた、当時流行した左翼思想の影響を受けた「傾向映画」の傑作である。カットバックや移動撮影などの技法を駆使し、その斬新な映像表現で高い評価を受け、1929年度のキネマ旬報ベストテンに第6位にランクインされた。また、月形龍之介は「役者人生の中で最もお気に入りの一作である」と語っている。
現存しないフィルムとされてきたが、2002年（平成14年）にフィルムの一部、25分ほどが発見され、復元された。

## スタッフ
- 監督・原作・脚色 : 伊藤大輔
- 撮影 : 唐沢弘光

## キャスト
- 十時 来三郎（いのとき らいさぶろう）：月形龍之介
- 長曾根：金子弘
- 弟左源太：天野刃一
- 住持徹全：市川庚寅
- 城主伴良：井上晴夫
- 嗣子松若丸：伊久田太郎
- 庶子竹若丸：一ツ橋八重子
- 愛妾杉の方：伊藤みはる
- 城代大須賀：関操
- その子頼母：石井貫治
- 代官山室：市川伝之助
- 代官河地：百崎志摩夫
- 若者文作：岡崎晴夫
- 若者八造：小田義雄
- 吟味役五郎蔵：高田篤
- 娘お房：若月孔雀
- 里の女お糸：湊明子
- その夫伊之吉：高松錦之助
- 若衆三之亟：益田俊雄
- 侍女早苗：若水絹子
- 仲間兵助：小宮一晃
- 黒馬隊長宍道：千代田秀一
- 山の差配：大浦清三郎
- 川の差配：黒川十郎
- 若者吾作：中根龍太郎
- 川の若者：坪井哲
- 浪士：長島武夫
- 浪士：広瀬三郎
- 浪士：堀田清一
- 浪士：吾妻英三郎
- 総代役源兵衛：和田宗右衛門
- 若者：千葉三郎
- 若者：浅原進

## 製作
1929年（昭和4年）、松竹キネマ京都撮影所が通常の30倍の製作費をかけ、大ロケーション撮影を敢行して製作された大作である。主演の月形龍之介は、独立して経営していたツキガタプロダクションを同年に一旦畳み、松竹に入社した第1作であった。監督の伊藤大輔は、この前後の時期は日活太秦撮影所で活動していたが、この1作ためのみ、松竹で監督することになった。撮影技師も伊藤とのコンビを組む唐沢弘光が日活からレンタルされている。伊藤のオリジナル脚本による作品である。

## 公開
本作は、同年9月20日、浅草の松竹直営の洋画専門館・帝国館をフラッグシップにして公開された。

## 現在
本作は、数十年にわたって現存しないフィルムとされていたが、2002年（平成14年）、東京都の映画作家・寺澤敬一が9.5ミリフィルムのダイジェスト版を発見し、東京国立近代美術館フィルムセンターに寄贈した。フィルムセンターは、オランダのアムステルダムにあるフィルム修復・復元専門のラボに依頼し、同センター初のデジタル復元を行った。現在、同センターが所蔵するのは、発見されたダイジェスト版から起こした「1秒間18コマ、26分の35ミリプリント」である。同プリントが2003年（平成15年）、東京国立美術館フィルムセンターが企画した「発掘された映画たち2003」で上映された。また、2005年（平成17年）には、第24回ポルデノーネ無声映画祭で松竹創立110周年を記念して組まれた特集の1本として上映された。

## 作品データ
- 製作 : 松竹キネマ京都撮影所
- 上映時間（巻数 / メートル） : （10巻 / 2,502メートル）
- フォーマット : 白黒映画 - スタンダードサイズ（1.37:1） - サイレント映画
- 初回興行 : 浅草・帝国館